# Veo, veo... mamoneo!!
Veo, veo... mamoneo!! es el título del undécimo álbum de estudio Rosendo Mercado -decimocuarto en total- en su etapa en solitario, publicado en 2002 por el sello DRO East West.

## Información del álbum
La grabación se realizó en la región de Las Landas, Francia, en el estudio Du Manoir. Del disco sobresalen el sencillo Masculino singular y Sufrido, temas que más suele repetir en los conciertos.

## Temas
1. Masculino singular (R. Mercado) - 4:07
2. Que te acompañe la suerte (R. Mercado / E.Muñoz / R.J. Vegas / M.Montero) - 3:53
3. Quincalla o no! (R. Mercado) - 4:10
4. Para nada (R. Mercado) - 4:11
5. Sufrido (R. Mercado) - 4:00
6. Para cuando desatino (R. Mercado) - 3:01
7. Veo veo... mamoneo!! (R. Mercado) - 3:34
8. Entre dientes (R. Mercado / E.Muñoz / R.J. Vegas / M.Montero) - 4:17
9. Ven y ve (R.Mercado) - 4:30
10. Todo lo que sigue (R. Mercado) - 3:12

## Músicos
- Rosendo Mercado: Guitarra y voz
- Mariano Montero: Batería y percusión
- Rafa J. Vegas: Bajo
- Eugenio Muñoz: Efectos especiales

Producido por Eugenio Muñoz
- Datos: Q6160467